# Szenegál hívójelkörzetei
Szenegál hívójelkörzetei követik az régiók határait, egy hívójelkörzetbe egy vagy több régió tartozik.
Szenegál számára az ITU az 6[V..W] hívójelprefixet osztotta ki.

## Szenegál hívójelkörzetei[1][2][3]
| Prefix | Körzet | Hely/jelleg | ITU zóna | CQ zóna |
| ------ | ------ | ----------- | -------- | ------- |
| 6V     | [0..9] | Szenegál    |          |         |
| 6W     | 0      | Kolda       | 46       | 35      |
| 6W     | 1      | Dakar       | 46       | 35      |
| 6W     | 2      | Ziguinchor  | 46       | 35      |
| 6W     | 2      | Sédhiou     | 46       | 35      |
| 6W     | 3      | Diourbel    | 46       | 35      |
| 6W     | 4      | Saint-Louis | 46       | 35      |
| 6W     | 4      | Matam       | 46       | 35      |
| 6W     | 5      | Tambacounda | 46       | 35      |
| 6W     | 5      | Kédougou    | 46       | 35      |
| 6W     | 6      | Kaffrine    | 46       | 35      |
| 6W     | 6      | Kaolack     | 46       | 35      |
| 6W     | 7      | Thiès       | 46       | 35      |
| 6W     | 8      | Louga       | 46       | 35      |
| 6W     | 9      | Fatick      | 46       | 35      |

## Lajstromjel
Vízi és légi járművek lajstromjelezéséhez a 6V prefixet használják.